# كات باور
كات باور (بالإنجليزية: Cat Power)‏ هي مغنية مؤلفة ومغنية وموسيقية وعازفة بيانو وعازفة قيثارة وملحنة وممثلة أمريكية، ولدت في 21 يناير 1972 في أتلانتا في الولايات المتحدة. من الجوائز التي نالتها Shortlist Music Prize ‏ سنة 2006.

## جوائز وترشيحات
جوائز
- Shortlist Music Prize [الإنجليزية]‏ (2006)

ترشيحات
- Shortlist Music Prize [الإنجليزية]‏ (2003)

## وصلات خارجية
- الموقع الرسمي
- كات باور على موقع IMDb (الإنجليزية)
- كات باور على موقع روتن توميتوز (الإنجليزية)
- كات باور على موقع ألو سيني (الفرنسية)
- كات باور على موقع ميوزك برينز (الإنجليزية)
- كات باور على موقع رولينغ ستون (الإنجليزية)
- كات باور على موقع أول موفي (الإنجليزية)
- كات باور على موقع قاعدة بيانات الأفلام السويدية (السويدية)
- كات باور على موقع إن إن دي بي (الإنجليزية)
- كات باور على موقع أول ميوزيك (الإنجليزية)
- كات باور على موقع أول ميوزيك (الإنجليزية)